# François-Nicolas de La Guillaumye
François-Nicolas de La Guillaumye (19 février 1738, Paris - 17 décembre 1805, Paris), est un magistrat français. Il est le dernier intendant de l'Île de Corse.

## Biographie
Fils d'un conseiller au Parlement de Paris, il devient lui-même conseiller au parlement de Paris en 1758. En 1785, conseiller honoraire en la Grande Chambre du parlement de Paris et conseiller du Roi Louis XVI en sa Cour du Parlement et tous ses Conseils, il est nommé intendant de l'Île de Corse. Maître des Requêtes en 1789, il quitte son poste d'Intendant de l'Île de Corse en 1790. 
À l'écart durant la révolution, il est nommé juge au tribunal criminel de la Seine en 1802.

## Sources
- Sylvie Nicolas, Les derniers maîtres des requêtes de l'Ancien Régime (1771-1789): dictionnaire prosopographique, 1998